# Matthieu Orphelin

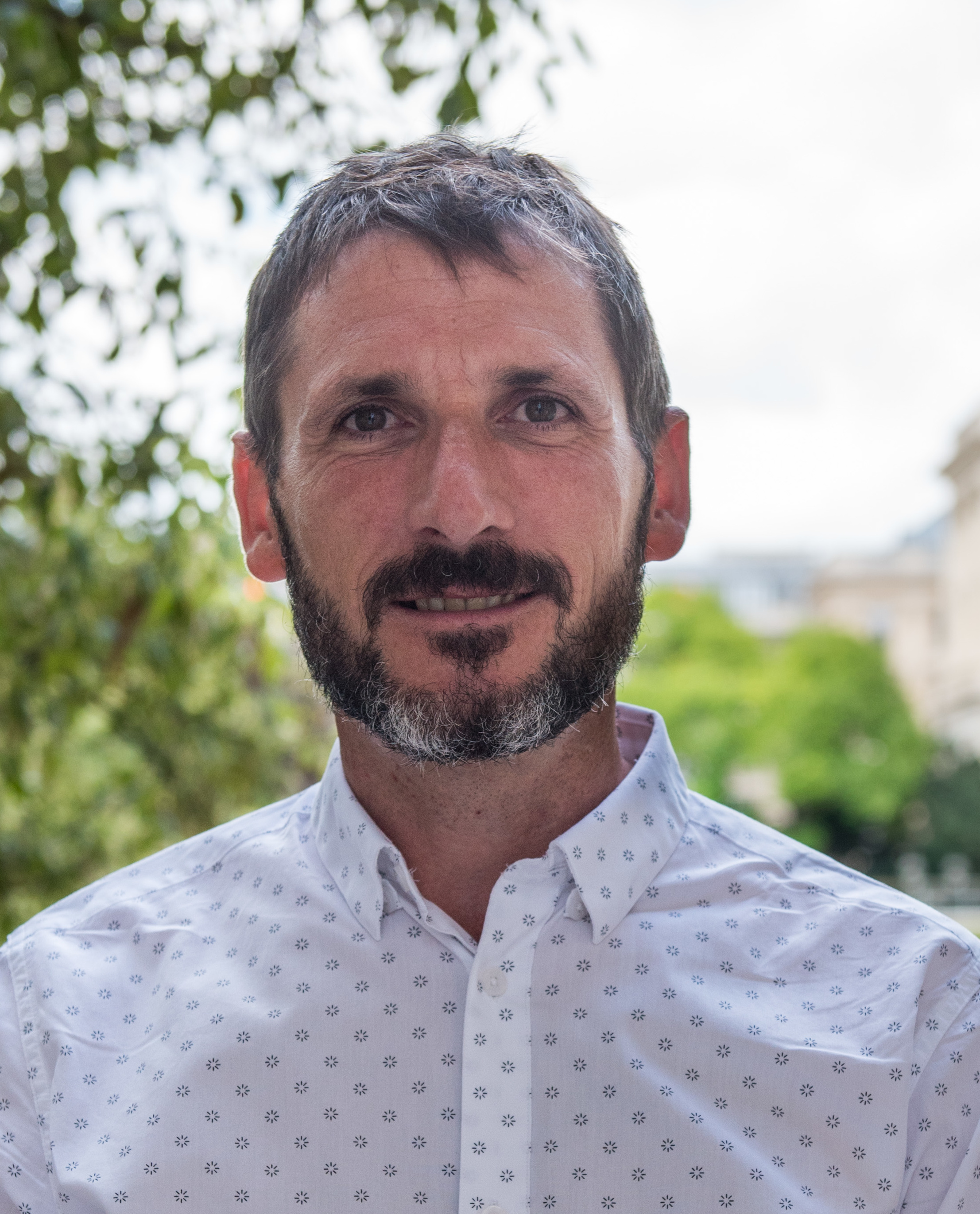
Matthieu Orphelin (2017)

Matthieu Orphelin (* 3. Dezember 1972 in Saint-Nazaire) ist ein französischer Politiker, der seit der Parlamentswahl 2017 für den 1. Wahlkreis des Départements  Maine-et-Loire Abgeordneter in der Nationalversammlung ist.

## Ausbildung, berufliche Laufbahn
Orphelin hat einen Abschluss als Ingenieur der École centrale de Nantes und einen Doktorgrad der Ècole des Mines de Paris. Er ist Spezialist für Energiepolitik und für den Kampf gegen den Klimawandel. Er hat sich stets mit Politik befasst und insbesondere mit Pädagogik-Ausbildung und Themen des solidarischen Verhaltens.
Orphelin hat den größten Teil seiner beruflichen Laufbahn bei seiner Tätigkeit an der Agence de l'environnement et de la maîtrise de l'énergie (ADEME) zurückgelegt, wo er als Chef der Abteilung für Bewertung und Überwachung der Wirtschaftlichkeit tätig war. Er beriet auch Michèle Pappalardo, damals Stabschefin im Team von Chantal Jouanno und Philippe Van de Maele.
Von 2007 bis 2010 war Orphelin am Forum Grenelle de l'environnement beteiligt, wobei er im Besonderen zu den Themen Gebäudeplanung und steuerliche Maßnahmen arbeitete sowie auf den Gebieten Energiearmut, ökologischer Umbau der Wirtschaft und Ausbildung in Zukunftsberufen.

## Politische Laufbahn
Orphelin führte bei den Regionalwahlen 2010 die Liste der Europe Écologie-Les Verts für das Département Maine-et-Loire an. Er wurde gewählt und wurde Vize-Präsident der Ratsversammlung der Region Pays de la Loire sowie Vorsitzender des Ausschusses berufliche Ausbildung und Schulbildung.
Während der Vorwahlen des Jahres 2011 bei den Grünen für die Präsidentschaftswahl 2012 arbeitete er in Nicolas Hulots Wahlkampfteam mit.

### In der Nationalversammlung
Orphelin wurde bei den Wahlen vom 18. Juni 2017 für den 1. Wahlkreis des Département Maine-et-Loire in die Nationalversammlung gewählt.
In der Nationalversammlung arbeitet Orphelin im Ausschuss für Nachhaltige Entwicklung, Raumplanung und Regionalplanung mit. Er ist Mitglied in einem Gremium zu Pflanzenschutzmitteln. Ferner steht er der Gruppe für die Freundschaft mit Vanuatu vor und ist Sekretär der Gruppe für die Freundschaft mit Indien.
Im September 2018 unterstützte Orphelin die Kandidatur von Barbara Pompili für die Wahl zur Präsidentin der Nationalversammlung.
Im darauffolgenden Monat sammelte er eine Gruppe um sich, die sich „Den Ökologischen und Solidarischen Umbau beschleunigen!“ nannte und die mehr als 120 Parlamentarier aus sechs der sieben Fraktionen vereinte. Angeführt von Orphelin, Aurélien Taché und Hugues Renson bildete sich Ende 2018 eine Gruppe von ungefähr 20 Mitgliedern der LREM-Fraktion, die den Wunsch äußerte, das soziale und ökologische Bewusstsein zu schärfen und mehr auf die Belange und Sorgen der Bürger einzugehen. Diese Initiative wurde weithin als Gründung eines linken Flügels innerhalb der Fraktion gesehen.
Orphelin trat am 6. Februar 2019 aus der Fraktion von La République en marche aus. Er erklärte seinen Austritt damit, er habe alles getan, um den Umweltproblemen mehr Beachtung zu verschaffen, jedoch ohne Erfolg. Im Besonderen führte er den fehlenden Fortschritt in klimatischer und ökologischer Hinsicht an und kritisierte in diesem Zusammenhang bestimmte Entscheidungen der Regierung. Er steht dem früheren Umweltminister Nicolas Hulot nahe, der aus eben diesen Gründen 2018 zurückgetreten war.
Im Mai 2020 wurde er einer der anfänglich zwei Ko-Vorsitzenden der neuen Fraktion Écologie Démocratie Solidarité, die hauptsächlich aus abtrünnigen Mitgliedern der LREM-Fraktion besteht.

## Standpunkte
Bei den Kommunalwahlen 2020 in Paris unterstützte Orphelin die Kandidatur von Cédric Villani für das Amt des Bürgermeisters.
Im Juli 2019 hatte Orphelin gegen die Ratifizierung des Comprehensive Economic and Trade Agreement (CETA) zwischen der EU und Kanada gestimmt.